# Китч
Китч (кич) (нем. Kitsch — халтурка, безвкусица, «дешёвка») — культурно-эстетическая категория, которая включает в себя клишированные произведения искусства серийного производства. Предметы китча, как правило, копируют популярные эстетические объекты и места, порождая ностальгические сентиментальные чувства. Китч понятен большинству и вызывает мгновенные эмоции.
Феномен китча характерен для массовой культуры, так как отвечает запросам массы и не имеет ограничений по степени образованности или насмотренности, как в сфере истории искусства, так и в других сферах. Он ориентирован на потребности обыденного сознания и производится для потребления. С точки зрения искусства китч оценивается невысоко. Его называют ужимкой, подражающей внешней стороне искусства. Часто говорят, что китч опирается только на повторение условностей и шаблонов и лишён творческого начала и подлинности, демонстрируемых истинным искусством.
Китч проявляется во многих сферах деятельности человека: медиа-пространстве; живописи; дизайне интерьеров и ландшафта; рекламном бизнесе; литературе; архитектуре; музыке; индустрии моды; кинематографе и театре.

## Этимология, происхождение и исследования

### Этимология
Понятие «китч» появилось в 60-70-е годы XIX века в немецком Мюнхене и означало реконструкцию старой мебели, вследствие чего за термином закрепились несколько коннотаций, вроде: «продажа старого под видом нового» и «обновление с оттенком обмана».

### Теории происхождения
Наряду с теориями этимологии существует и несколько теорий происхождения явления китча. Некоторые критики (Авраам Молес, Артур Кестлер и Сьюзан Зонтаг) считают, что этот феномен повторяется в истории искусства, но большинство исследователей сходятся во мнении, что китч — культурное проявление индустриализации и развития массовой культуры (рост среднего класса, урбанизации, уровня образования среднего класса, образование времени на общий и общественный досуг). Есть и те, кто считает китч дитём романтизма (утрированной концентрацией характеристик этого художественного направления). К примеру, Герман Брох, австрийский писатель, выявляет в китче такие черты романтизма как сентиментальность, любовь к драматургии и преувеличению, а также определение красоты как имманентной характеристики объекта.

### Исследования и философская мысль
В XX веке китч стал центром дискуссий в эстетике, философии и истории искусства. Немецкий теоретик культуры Вальтер Беньямин считал, что китч стирает различие между искусством и утилитарным объектом. Именно отсутствие границ способствовало развитию моментального чувства сентиментальной близости с объектом, которая в случае с высоким искусством требует времени и искусствоведческой подготовки. Таким образом, китч вызывал немедленное общественное удовлетворение и лёгкое потребление, которое не требовало усилий от зрителя. Немецкий искусствовед Теодор Адорно определял истоки китча в массовой культуре и индустриализации, что по его мнению характеризовало китч как регрессию в примитивизм. Австрийский драматург Герман Брох в своей работе «Зло в системе ценностей искусства» (1933) поставил основные вопросы: каковы отношения между китчем и «настоящим» искусством? Что такое дурной вкус? Каковы социальные и эстетические корни этого явления? В 1935 году вышло эссе Норберта Элиаса «Стиль китч и эпоха китча», где он писал, что китч не поддаётся определению ни по отношению к какой-либо вневременной эстетической норме, ни по вкусу элиты, а является ложной эстетической категорией общества, утратившего доверие к собственному стилю. В 1939 году Клемент Гринберг написал статью «Авангард и китч», в которой он противопоставляет эти художественные явления. Авангард при этом преподносится как локомотив подлинного искусства, а китч — как пагубная для искусства сила, вторгшаяся во все сферы жизни. 
Китч — воплощение всей той фальши, что есть в современной жизни. Китч как будто не требует от своих потребителей ничего, кроме денег; он не требует от своих потребителей даже времени.
К середине XX века вновь появляются работы (Эдгара Морэна, А. Моля и других), где исследуются проблемы китча с применением новых методологических подходов. Теперь китч рассматривается не только и не столько как область эстетического, но как область социокультурного функционирования, обозначившая взаимосвязь социальной и культурной сфер. Этот подход определил соответствующие характеристики и особенности китча, связанные с более широким полем значений, чем «художественность» или «дурной вкус».

В 1970 году была опубликована работа Жана Бодрийяра «Общество потребления», посвящённая проблемам общества потребления, сложившимся в развитых государствах Западной Европы к 70-м годам XX века. В работе Бодрийяр даёт критический анализ этого общества с философской, социологической, экономической, политической и культурной точек зрения. В ней имеет место и китч, который автор определяет как категорию главных современных вещей аналогичных клише в рассуждении. 
Предмет-китч — это вообще вся категория «никчёмных» предметов, украшений, поделок, аксессуаров, фольклорных безделушек, «сувениров», абажуров или негритянских масок — всё собрание барахла, которое повсюду быстро распространяется, особенно в местах проведения каникул и досуга.
В 1988 году вышла в свет работа Томаша Кулки «Китч» в которой он выделил ключевые черты китча и объяснил, почему он стоит в оппозиции с высоким искусством. Эта работа открыла очередную дискуссию о китче и о том, как это явление соотносится с искусством.
Существование различных исследовательских позиций в понимании явления китча можно объяснить сложной системой общественно-культурных функций, которые выполняют его объекты. Он находит проекцию во всех условных гуманитарных измерениях: эстетическом, психологическом, семиотическом, экономическом, идеологическом и социокультурном. Однако различные подходы к анализу объектов китча на самом деле дополняют друг друга, предлагая изучение различных сторон этого явления.

## Характеристики китча по Т. Кулке
Существует множество характеристик китча (красивость, простота восприятия, массовость в производстве, смешение различных элементов, вызывающих схожие эмоции, яркие и насыщенные цвета, общая привлекательность и т. д.). Чешский философ и теоретик искусства Томаш Кулка в своей работе «Китч» (1988) выделил три главные черты.

Во-первых, китч изображает объекты, которые обычно считаются красивыми (симпатичными, милыми) и сильно заряжены базовыми эмоциями, вызывая тем самым готовую реакцию зрителя (умиление, радость, сострадание, ностальгические чувства). Этим объясняется его массовая привлекательность. В предметах китча не содержится никаких тревожных элементов, все неприятные черты реальности устраняются. Китч не призван ставить под сомнение наши чувства и убеждения. 
Китч изображает такие объекты, которые обычно представляются красивыми или которые сильно окрашены шаблонными эмоциями.
Поскольку успех предмета-китча зависит от универсальности вызываемых им эмоций, он работает с универсальными образами, которые легко распознаются. Из этого вытекает вторая особенность.

Во-вторых, предмет, изображённый китчем, легко и быстро идентифицируется. Ввиду того, что он должен быть легко узнаваем, китч использует средства выражения, ставшие уже общепринятыми и потому понятные для всех. Данное требование мгновенной и лёгкой расшифровки препятствует стилистическим нововведениям. Поэтому с художественной точки зрения китч может быть скучным и не представлять интереса.
Изображённый на китчевом рисунке предмет распознаётся мгновенно и без всяческих усилий.
В-третьих, китч существенно не обогащает наши ассоциации, связанные с изображаемым предметом. Тогда как искусство трансформирует и усиливает наш опыт, раскрывает новые аспекты реальности и может сделать реальное окружение более ценным, китч не обогащает и не трансформирует ранее сохранённые ассоциации. Так, например, типичный сувенир, миниатюрная копия того или иного памятника, напоминает об испытанном опыте, но не добавляет ничего к этому впечатлению. Китч не сообщает новой информации об объекте, его успех зависит от имеющихся уже у его потребителя ассоциаций. Таким образом, привлекательность китча полностью паразитирует на его референте.
Китч никак существенно не обогащает наши ассоциации, относящиеся к изображённому объекту.
Таким образом, первая особенность китча объясняет его привлекательность, а две другие дают понимание того, почему китч не может вполне считаться искусством. Привлекательность китча порождается, в первую очередь, не эстетическими и художественными достоинствами самой работы, а привлекательностью изображаемого объекта. Так китч порождает приятные ассоциации с объектом, который он изображает, создавая ощущение наслаждения самим произведением китча.

## Искусство и китч
В отношении китча возникает вопрос о его принадлежности к искусству. В своей работе «Китч» Т. Кулка пишет, что китч определённо нельзя причислить к респектабельному искусству, ровно как и к «плохому искусству». Китч выходит за границу искусства, так как порождает отсылки к произведениям, но не сами произведения. В этом смысле, китч гораздо ближе к ремеслу, нежели к искусству. Именно ремесло строилось на повторении уже существующих форм и достижении совершенного владения техникой исполнения, тогда как искусство развивается по принципу улучшения качества и углубления смысла. Искусство создает эстетические ценности, а ремесло — ценности материальные. Китч нацелен на совмещение обеих позиций, ориентируясь на моду, вкус и коммерческие возможности массы.

В своем эссе «Китч, китч, китч, ура!» Умберто Эко пишет:
В большинстве случаев китч не в самом произведении, а в нашем взгляде на него.
Многое зависит от критического анализа произведения искусства и предмета-китча. Вопрос принадлежности к одной из двух категорий всегда подвергается многослойному анализу и имеет несколько сторон. Китч выступает как исторический феномен, который имеет разные измерения по отношению к позиции наблюдателя. Таким образом, восприятие китча во времени меняется по отношению к культурному, эстетическому контексту и другим сферам жизни общества. Часто объекты, задуманные как инновация, или последний писк моды, через некоторое время воспринимаются как наивные или как китч.

### Китч в живописи
Отправной точкой китча в живописи можно считать произведения искусства XIX века, которые не соответствовали представлениям о «высоком искусстве», но потакали широким общественным вкусам и покупались для украшения дома простыми рабочими. Таким работам была присуща излишняя сентиментальность и мелодраматичность, понятный и простой сюжет, который считывался сразу же. Эти работы пользовались популярностью среди простых людей, не искушённых в искусстве, непритязательных и не имеющих соответствующего образования. Такую живопись сейчас можно купить на вернисажах, где продаются многочисленные природные ландшафты, вазы с полевыми цветами, пары, гуляющие под дождём и тому подобное. Картины подобного характера называют салонной живописью. Её чертами являются такие признаки как слащавость, яркие простые цвета, отсутствие фактуры мазка, открыточность и однотипность сюжетов.

С середины XX века термин «китч» стал применяться по отношению к массовой коммерческой культуре и охватил более широкий круг произведений. Для китча в живописи характерно полное отрицание авторитетов, стремление к эпатажу, действие напоказ. В этом можно найти сходства с авангардным искусством, но здесь же будет и отличие — китч не несёт глубокой эстетической и смысловой нагрузки. Этот вопрос раскрыл К. Гринберг в работе «Авангард и китч» (1939) писал, что задача авангарда состоит в том, чтобы предложить выходы из образовавшегося упадка искусства. 

…подлинная и важнейшая функция авангарда заключалась не в «экспериментировании», а в нахождении пути, следуя по которому можно было обеспечивать движение культуры в условиях идеологического смятения и насилия. 
Авангарду противопоставляется китч, как явление, заполонившее рынки и сознание потребителя в силу простых сюжетов и ясного, моментального восприятия. В работе Гринберга китч подвергается жёсткой критике. 
Китч механистичен и действует по формулам. Китч — это подменный опыт и поддельные чувства. Китч изменяется в соответствии со стилем, но всегда остаётся равным себе. Китч — воплощение всего несущественного в современной жизни. 
Во второй половине XX века в художественной среде появился интерес к массовой культуре и это социополитическое явление стало активно использоваться как тема для произведений, как часть произведений, как провокация современных художников. Поп-арт 1960-х, появившийся на волне отрицания абстрактного экспрессионизма, массово эксплуатировал образы и понятия продуктов широкого потребления. Понятие «китч» в это время приобрело более положительный оттенок, предполагая пародийность и ироничность. Общество массового потребления с восторгом приняло «искусство массового потребления». Живопись поп-арта (Энди Уорхол, Рой Лихтенштейн, Джефф Кунс, Яёи Кусама) напоминала рекламные плакаты, работы были яркими, бросающимися в глаза. Музами художников стали звёзды Голливуда и герои рекламных роликов, а источником сюжетов — средства массовой информации. В создании произведений использовались технические приёмы промышленной рекламы и дизайна. Предметы заменили собой сюжет: главными героями картин стали игрушки, консервные банки, бытовая техника, персонажи комиксов и телевизионных шоу.

Поп-арт культуру можно назвать явлением, которое узаконило китч в качестве стилевого приёма. Два этих явления объединяет ряд черт, составляющих концептуальное зерно и поп-арта, и китча в культуре и искусстве: 
- заимствование уже готовых признанных образцов, являющихся символом хорошего стиля;
- их компоновка в одном пространстве наряду с объектами современной массовой культуры — комиксы, реклама, образы СМИ, телевидения и т. д.;
- массовость, достигаемая узнаваемостью, банальностью объектов;
- коммерческий интерес.
Вторая половина XX века выдвигает важные для живописи и искусства в целом вопросы: что есть искусство? по каким критериям определяется принадлежность к нему? В этом дискурсе китч занимает не последнее место, становясь своеобразным испытанием для последующих течений в искусстве (авангард, постмодернизм, поп-арт и т. д.).

## Китч и сувенирная продукция
Сувенирной индустрии принадлежит львиная доля рынка китча. Здесь третий критерий Т. Кулки используется с наибольшей эффективностью.
В отличие от настоящего искусства, китч никоим образом не обогащает и не преображает ранее накопленные ассоциации. Он действует всего лишь как стимул или спусковое устройство для извлечения имеющихся ассоциаций.
Один из распространенных видов сувенира — реплика с архитектурного или скульптурного объекта — как правило, приобретается не ради воспроизведения дома семи чудес света в миниатюре, а из-за желания сохранить испытанные эмоции. Китч можно назвать материализацией эстетического впечатления. Так, к примеру, пластиковая миниатюра собора Санта-Мария-Дель-Фьоре схожа с произведением Брунеллески ровно настолько, чтобы напомнить нам о нашем туда визите, но при этом она не обогащает наш опыт и ничего к нему не добавляет. Этот сувенир всего лишь заигрывает с хранящимися в нашей памяти эмоциями и ассоциациями, как бы «называя» изображенный предмет на подходящем визуальном языке.

Дуг Лански, путешественник, писатель, создал сайт «Crap Souvenirs», где путешественники могут восхвалять или критиковать предметы китча, собранные в путешествиях.
Мы с женой часто играем в игру, ожидая в аэропортах вылета наших самолетов. Мы заходим в сувенирный магазин и пытаемся выяснить, кто может найти самый безвкусный сувенир. Это хороший способ убить немного времени до вылета самолета, и это делает длинные остановки немного менее болезненными. Мы никогда ничего не покупаем, просто посмеиваемся и уходим. Именно из этой игры появились Crap Souvenirs.

Дуг Лански считает, что у большинства из нас есть скрытое желание накапливать безвкусные безделушки во время путешествий. В XIV и XV веках металлические значки были очень востребованными сувенирами для паломников. Когда была изобретена почтовая открытка, люди могли отправлять впечатления своим друзьям. Всемирные ярмарки в Лондоне, Филадельфии и Чикаго привели к массовому росту сувенирной индустрии. Он пишет, что сегодня сувениры стимулируют экономику, являются недорогим маркетинговым инструментом и удовлетворяют потребности туристов.
Есть простые способы создать идеальный сувенир. Возьмите икону или архитектурное сооружение и превратите его в предметы домашнего обихода, такие как открывалки для бутылок, часы, кофейные кружки, солонки и бумажные шейкеры или рюмки. Используйте что-то уже китчевое и поставьте на нем название города или страны. Подумайте о снежном куполе или вычурных зонтиках. Большинство вещей получится китчевыми, когда вы украсите их морскими раковинами или обнаженными частями тела.

## Китч в религии
Анализ китча в религии сложный и неоднозначный вопрос, который зависит от широкого круга детерминант. С одной стороны, типовые изображения ангелов для продажи можно отнести к сувенирной продукции, поскольку они создаются штампованно, не имеют художественной ценности и не являются частью религиозного цикла, а лишь отсылают к нему. То есть здесь китч играет злую шутку и пробуждает религиозные эмоции без встречи с Богом и глубокого погружения в веру. С другой стороны, такие изображения в контексте религии и веры символичны, они нужны как раз для того, чтобы отсылать к возвышенному, строить ассоциативные ряды на пути к Богу. Кроме того, подобный тип изображения не используется один, а является частью религиозных практик, включающих молитву, культивирование древних традиций, которые вместе образуют организованное целое.
Вопрос китча в религии требует осмысления и подробного анализа, однако это не всегда представляется возможным в силу религиозных убеждений потребителей условных изображений ангелов. Китч в религии — тема спорная и зависит от того, как используется тот или иной предмет и для чего он изначально производился — только для коммерции или в религиозных целях.

## Китч в эротике
По словам Карстена Харриса
Тоска по китчу возникает, когда искренние эмоции становятся редкостью, когда желание засыпает и нуждается в искусственной стимуляции. Китч является ответом на скуку. Когда объекты больше не могут вызывать желание, человек желает желание. Точнее, то, что нравится или чего ищут, — это не конкретный объект, а эмоция, «климат» и даже, или особенно, если нет встречи с объектом, которая могла бы гарантировать эту эмоцию. Таким образом, религиозный китч стремится пробудить религиозные эмоции без встречи с Богом, а эротический китч стремится вызвать ощущение любви без присутствия другого возлюбленного … Китч создает иллюзию с целью доставить индивидуальное удовольствие.
Эротический китч возникает, когда возникает потребность в голом чувстве желания без привязок к романтическим чувствам любви. Пресыщение естественными наслаждениями порождает необходимость их синтетического воплощения.
Проявление синтетического эротизма просматривается в мягкой версии порнографии, которая присутствует в фильмах, на телевидении, в рекламе, изобразительном искусстве и печатных СМИ, предлагая для просмотра широкой публике соблазнительные тела мужчин и женщин в романтизированной, причудливой, а иногда и «невинно» детской, но всегда острой атмосфере. Стилизация и эстетизация объектов желания культивирует вуайеризм и снимает любую возможную вину за наслаждение телом другого без его физического присутствия или его явного согласия.
Китчем считается также банализация секса в утилитарных продуктах (сексуальные украшения, граничащие с гротеском, чайники с носом в виде полового члена, раковины в форме вульвы, подушки в форме груди). Особенно ярко это явление проявляется в рекламе, где используются эротизированные изображения женщин и мужчин как привлекательные объекты для продажи любых вещей. Герман Брюс считает, что китч также очевиден в сегодняшней «культуре тела» с его диетами, пластической хирургией, тренажёрными залами, бодибилдингом, косметикой. Он создает вселенную образов, которая представляет стереотипные модели идеалами красоты и жизненными проектами для массового потребления. Эти процессы двигают индустрию миллионеров.

## Китч в политике и экономике
Китч, как феномен массовой культуры и рыночной экономики, участвует в социо-экономической и политической жизни. В своей работе о китче Кэтрин Лагг пишет, что 
Китч — это мощная культурная конструкция, предназначенная для колонизации сознания реципиента. Китч как таковой — прекрасная ложь. Он успокаивает и утешает реципиента благодаря исследованию культурных мифов и легко понятной символики. … никогда не бросает вызов и не подрывает более высокий социальный порядок, потому что он должен умиротворять, а не провоцировать.
Примером использования китча в политике является разработка предвыборных кампаний, в которых используется огромный набор патриотических символов, трогательные образы «страдающего» народа, высокопарные лозунги и утопичные заявления. Эти кампании не требуют от избирателей ничего, кроме молчаливого самоуспокоения, лишённого всякого критического смысла. В этом смысле китч равносилен идеологическому внушению и политике «хлеба и зрелищ».
Американский политолог и социолог Мюррей Эдельман отметил, что множество подобранных символов, внушаемых людям с детства, — и здесь же проявляется влияние эстетики китча на образование — эффективно потому, что «они становятся той гранью переживания материального мира, которая придаёт ему смысл». А то, что такие символы могут не иметь подлинной фактической основы и способствуют манипулированию общественным мнением и упадку критических способностей населения, выходит за скобки китча, который становится инструментом подрыва осуществления сознательного гражданства. Так, китч несет в себе утопический посыл — по описанию Г. Броха «бегство в идиллию истории», по выражению Т. Адорно «пародия на катарсис».
Что касается экономики, то здесь китч играет важную роль в развитии рынка. Распространение дешёвых репродукций практически всего имеет большую экономическую привлекательность для обездоленного населения, ограниченного только возможностями рынка. Иерархия ценностей устанавливается спросом, в котором желание обладания произведением искусства превосходит ценность этого произведения. У многих есть возможность купить статуэтку Венеры Боттичелли, но немногие могут посетить музей в другой стране и посмотреть на работы Боттичелли.